# مومیجی نیشیا
مومیجی نیشیا (انگلیسی: Momiji Nishiya؛ زادهٔ ۳۰ اوت ۲۰۰۷) اسکیت‌بردباز است. وی در مسابقات کشوری و بین‌المللی در مجموع برندهٔ ۱ مدال طلا شده‌است.